# Ригорека
Ригорека — озеро на территории Сосновецкого сельского поселения Беломорского района Республики Карелии.

## Общие сведения
Площадь озера — 5,9 км², площадь водосборного бассейна — 90 км². Располагается на высоте 99,2 метров над уровнем моря.
По сути Ригорека — это три плёса, имеющие своё название: собственно Ригорека, Мусорное и Юзмозеро. Все три водоёма ориентированы с северо-запада на юго-восток. Берега каменисто-песчаные, преимущественно возвышенные.
С юго-востока в плёс Юзмозеро впадает безымянный водоток, вытекающий из Хизозера.
Через озеро протекает река Охта, впадающая в реку Кемь.
В озере более десяти небольших безымянных островов, однако их количество может варьироваться в зависимости от уровня воды.
Код объекта в государственном водном реестре — 02020001011102000006479.